# Amperex Technology Limited

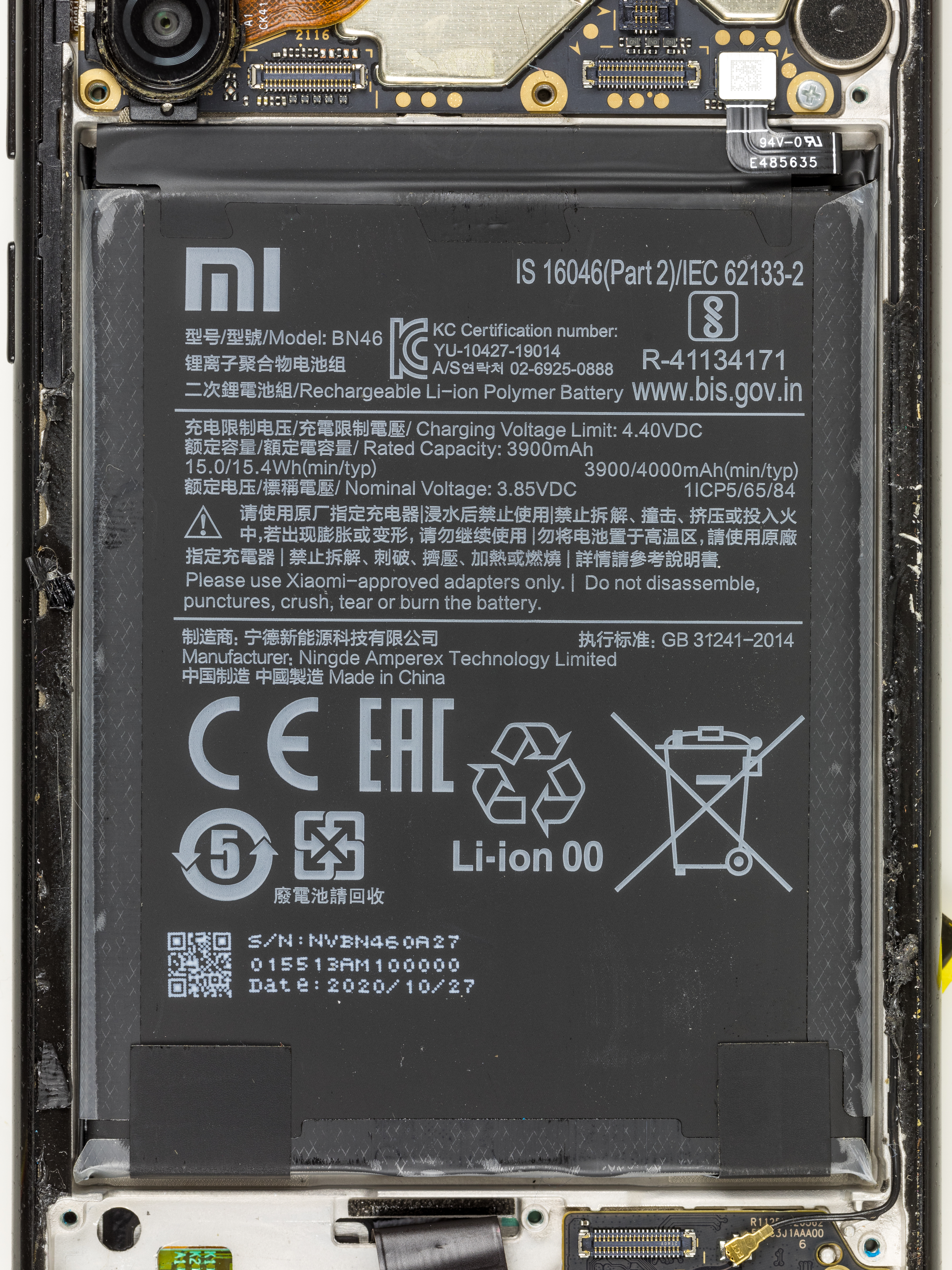
Lithium-Ionen-Akkumulator Ningde Amperex Technology BN46

nicht zu verwechseln mit Contemporary Amperex Technology, ein 2011 gegründeter Hersteller u. a. für PKW-Akkus
Amperex Technology Limited (ATL) ist ein chinesischer Hersteller von Lithium-Ionen-Akkumulatoren mit Sitz in Hongkong und Produktionsstätten in Dongguan und Ningde. Das Unternehmen wurde 1999 gegründet und 2005 von TDK übernommen.
ATL begann 2002 mit der Produktion von Batterien für tragbare DVD-Player der US-Marke und 2003 dann von Batterien für MP3-Player. Ab 2007 startete die Produktion von Batterien für Smartphones für TDK.
ATL wurde Hauptbatterielieferant für Samsungs Galaxy Note 7.
ATL liefert aktuell auch Lithium-Eisenphosphat-Akkumulatoren (LiFePO) für Solaranlagen z. B. des deutschen Herstellers E3/DC. Diese Zellen werden in der Größe von 32 Ah bei einer Zellenspannung von 3,2 V verbaut (2024).
ATL liefert die Batterien, welche in der Nintendo Switch 2 eingebaut sind. Sowohl der Hauptakku in der Konsole also auch in den Joy-Con 2 wird von ATL hergestellt.

## Technologie
ATL begann auch mit der Herstellung der L-förmigen Batterie für iPhones unter Verwendung der Stapelmethode (engl. Stacking) anstelle des Wickelns (engl. Winding) von Jellyroll bzw. Swiss-Roll, die normalerweise die I-förmige Batterie für IT-Geräte herstellte. Im Vergleich zum I-Shape-Akku weist der L-Shape-Akku durch einen kleineren Totraum im selben Bauraum eine größere Kapazität auf und fügt sich gut in die Form des Smartphone-Designs ein.

## Marktanteil
Laut des Marketing Instituts Statista behauptete ATL seine globale Nr. 1-Position mit einem Anteil von 42 % am Smartphone-Batteriemarkt im Jahr 2021.